# بت شکسته
بت شکسته (ایتالیایی: Idolo infranto) یک فیلم صامت سیاه‌وسفید کوتاه محصول سینمای ایتالیا به کارگردانی امیلیو گیونه است که در سال ۱۹۱۳ منتشر شد. از بازیگران آن می‌توان به فرانچسکا برتینی اشاره کرد.